# Sagem Crécerelle
Pour les oiseaux, voir Crécerelles.
Le Crécerelle est un drone fabriqué par l'entreprise française Sagem, mis en service dans l'armée française entre 1994 et 2004 et remplacé par le Système de drone tactique intérimaire.

## Description
Une section Crécerelle est composée d'une station au sol destinée au guidage et à la réception des images, d'une rampe de lancement mobile, d'un tracteur et de 6 drones.
Le drone est auto-piloté par un ordinateur utilisant différents capteurs (gyroscope, magnétomètre, GPS, capteur de pression). Pour sa mission il reçoit une caméra panoramique, une caméra et un analyseur infrarouge haute définition, et un transmetteur de données d'une portée de 50 km.
Les principales missions confiées aux Crécerelle sont l'observation de colonnes de réfugiés et la détection et la surveillance des positions ennemies.

## Utilisateurs
Les principaux pays utilisateurs sont les Pays-Bas, la Suède, le Danemark et la France (2 sections de 6 drones).